# Clare Hollingworth
Clare Hollingworth (ur. 10 października 1911 w Knighton, zm. 10 stycznia 2017 w Hongkongu) – brytyjska dziennikarka i pisarka, która była pierwszą reporterką wojenną donoszącą o wybuchu II wojny światowej. Podróżując z Polski do Niemiec w 1939, zauważyła niemieckie oddziały rozlokowane na granicy z Polską. Trzy dni później postanowiła o tym donieść gazecie „The Daily Telegraph”, dla której w tym czasie pracowała, będąc pierwszą osobą informującą o inwazji Niemiec na Polskę.

## Młodość
Hollingworth urodziła się w 1911 roku w Knighton, południowej dzielnicy Leicester, jako córka Daisy oraz Alberta Hollingworthów. Podczas I wojny światowej Albert przejął obowiązki swojego ojca zarządzającego fabryką obuwia, co spowodowało przeniesienie się rodziny na farmę w pobliżu Shepshed. Od małego wykazywała zainteresowanie dziennikarstwem, co niezbyt podobało się jej matce, a fascynacja wojnami podsycana była odwiedzinami wraz z ojcem na historycznych polach bitewnych w Wielkiej Brytanii i Francji, między innymi Naseby, Bosworth, Agincourt czy Poitiers. Jak przyznała później, matka „nie wierzyła w nic, co pisali dziennikarze”, przez co nie traktowała poważnie kariery dziennikarskiej córki.

## Okres przedwojenny
Zaręczyła się z synem znajomych swoich rodziców, jednak zamiast wyjść za mąż, zatrudniła się jako sekretarka w Lidze Unii Narodów. Otrzymała następnie stypendium Szkoły Nauk Słowiańskich i Wschodnio-Europejskich w Londynie oraz miejsce na Uniwersytecie w Zagrzebiu, gdzie studiowała język chorwacki.
Jako freelancerka pisała artykuły do magazynu „New Statesman”. W czerwcu 1939 roku została kandydatką do parlamentu z okręgu wyborczego Melton Partii Pracy do wyborów generalnych, które miały mieć miejsce pod koniec 1940 roku, jednakże wybuch wojny spowodował ich zawieszenie.
W 1938 roku po zagarnięciu przez Niemcy, na mocy Układu monachijskiego, terenów Kraju Sudetów, wyjechała do Warszawy, by współpracować z czeskimi uchodźcami. Od marca do lipca 1939 roku pomogła wydostać się tysiącom ludzi spod okupacji hitlerowskiej dzięki brytyjskim wizom. Doświadczenie to w sierpniu 1939 roku zwróciło na nią uwagę jej przyszłego pracodawcy, Arthura Wilsona, redaktora „The Daily Telegraph”.

## II wojna światowa
Hollingworth już po pierwszym tygodniu pracy jako dziennikarka w „Daily Telegraph” została wysłana do Polski, aby przedstawić narastający konflikt oraz pogarszającą się sytuację polityczną w Europie. Przekonała brytyjskiego konsula generalnego Konsulatu Zjednoczonego Królestwa w Katowicach, mieście w okręgu przemysłowym blisko południowo-zachodniej granicy Polski, Johna Anthony’ego Thwaitesa, aby pożyczył jej samochód wraz z szoferem w celu przeprowadzenia misji rozpoznawczej w Niemczech. 28 sierpnia poruszając się samochodem dyplomaty wzdłuż granicy niemiecko-polskiej Hollingworth zauważyła w źle ustawionych i rozwiewanych wiatrem siatkach maskujących niemieckie czołgi. Zaintrygowana tym faktem rozpoczęła dalszą obserwację i zidentyfikowała ogromne ilości niemieckich żołnierzy, czołgów i samochodów opancerzonych, stojących wzdłuż polskiej granicy. Jej raport na temat tych obserwacji pojawił się następnego dnia na stronie głównej dziennika „The Daily Telegraph”.
1 września Hollingworth wezwała brytyjską ambasadę w Warszawie do ogłoszenia niemieckiej inwazji na Polskę. Aby przekonać urzędników ambasady, którzy mieli wątpliwości co do tego faktu, w czasie rozmowy wystawiła telefon z okna swojego pokoju w Katowicach, aby uchwycić kanonadę niemieckich dział. Pierwsze sprawozdanie, które brytyjski minister spraw zagranicznych odebrał na temat inwazji na Polskę, przywoływało relację Hollingworth, naocznego świadka wydarzeń. Dalsze części raportu o sytuacji w Polsce opracowywane były przez Hollingworth do 1940 roku, po czym udała się do Bukaresztu, aby relacjonować wymuszoną przez Niemców abdykację króla Karola II. W 1941 r. wyjechała do Egiptu, a następnie do Turcji, Grecji i Kairu. Jej misja była utrudniona faktem, że kobiety korespondentki wojenne nie otrzymały oficjalnej akredytacji. Następnie relacjonowała działania sił dowodzonych przez Dwighta D. Eisenhowera w Algierze, później raportowała z Palestyny, Iraku i Persji (Iranu), gdzie wspierała organizację polskich sił zbrojnych gen. Andersa.